# پل خیری و محمدخان
پل خیری و محمدخان مربوط به دوران‌های تاریخی پس از اسلام است و در شهرستان گچساران، منطقه خیرآباد علیا واقع شده و این اثر در تاریخ ۳ اسفند ۱۳۷۷ با شمارهٔ ثبت ۲۲۰۷ به‌عنوان یکی از آثار ملی ایران به ثبت رسیده است.